# 蒙希勒普勒
蒙希勒普勒（法語：Monchy-le-Preux，法語發音：[mɔ̃ʃi lə pʁø]）是法国上法蘭西大區加来海峡省的一个市镇，属于阿拉斯区。

## 地理
蒙希勒普勒（50°16'12"N, 2°53'37"E）面积9.26 平方千米，位于法国上法蘭西大區加来海峡省，该省份为法国北部沿海省份，西北濒北海，南至索姆省，东临北部省。
与蒙希勒普勒接壤的市镇（或旧市镇、城区）包括：佩尔沃、布瓦里圣母村、方普、弗希、盖马普、阿图瓦地区维斯、旺库尔。

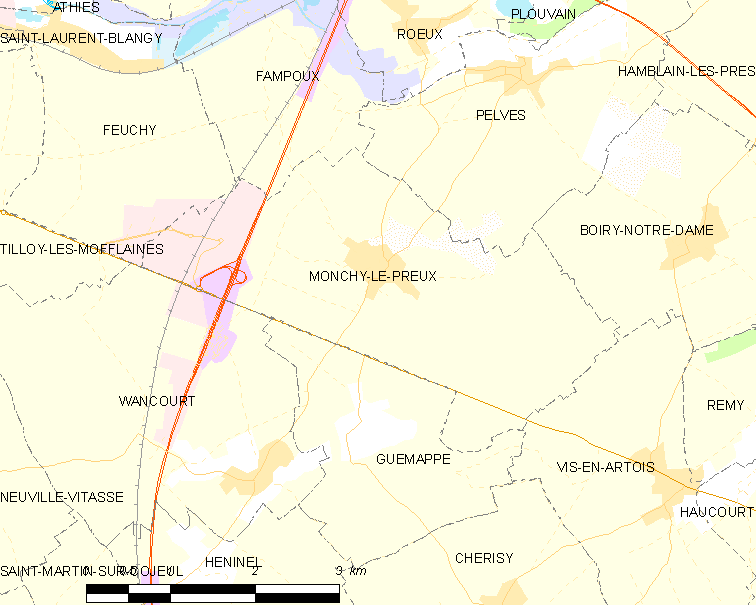
蒙希勒普勒的OSM定位图

蒙希勒普勒的时区为UTC+01:00、UTC+02:00（夏令时）。

## 行政
蒙希勒普勒的邮政编码为62118，INSEE市镇编码为62582。

## 政治
蒙希勒普勒所属的省级选区为阿拉斯第二县。

## 人口

1962-2008年间蒙希勒普勒人口变化图示

蒙希勒普勒于2022年1月1日时的人口数量为656人。